# Bleptina ferrilunalis
Bleptina ferrilunalis là một loài bướm đêm trong họ Noctuidae.